# Festival Internacional de Cine de Berlín de 1978
La 28ª edición del Festival de Cine de Berlín se llevó a cabo desde el 22 de febrero al 5 de marzo de 1978. El director Wolf Donner logró cambiar la fecha del festival de junio a febrero, un cambio que se ha mantenido desde entonces. Este fue el primer año que el festival se celebró en febrero. 
El festival se abrió con la película Noche de estreno (Opening Night) de John Cassavetes y se cerró con la película de Steven Spielberg Encuentros en la tercera fase (Close Encounters of the Third Kind), que se presentó fuera de concurso.
El Oso de Oro fue otorgado ex-aequo a tres cintas españolas: el cortometraje Ascensor de Tomás Muñoz, Las palabras de Max de Emilio Martínez Lázaro y Las truchas de José Luis García Sánchez.
En este año, se estrenó una nueva sección para niños. La Parte 2 de la retrospectiva estuvo dedicada a la actriz alemana Marlene Dietrich y también se realizó una segunda retrospectiva llamada "Censura– Películas prohibidas en Alemania 1933-1945".

## Jurado
Las siguientes personas fueron escogidas para el jurado de esta edición:
Jurado oficial
- Patricia Highsmith, escritora estadounidense - Presidenta
- Sergio Leone, cineasta y productora italiano
- Theodoros Angelopoulos, cineasta y productor griego
- Jacques Rozier, directo de cine francés
- Konrad Wolf, cineasta alemán
- Frieda Grafe, ensayista y crítico de cine alemán
- Antonio Eceiza, cineasta español
- Ana Carolina, cineasta brasileña
- Larisa Shepitko, cineasta soviética

## Películas en competición
La siguiente lista presenta a las películas que compiten por Oso de Oro:
| Título en español              | Título original                                                         | Director(es) | País             |
| ------------------------------ | ----------------------------------------------------------------------- | --- | ---------------- |
| Avantazh                       | Avantazh                                                                | Georgi Djulgerov | Bulgaria         |
| En una noche repleta de lluvia | La fine del mondo nel nostro solito letto in una notte piena di pioggia | Lina Wertmüller | Italia, EE. UU.  |
| Ascensor                       | Ascensor                                                                | Tomás Muñoz | España           |
| Bröderna Lejonhjärta           | Bröderna Lejonhjärta                                                    | Olle Hellbom | Suecia           |
| Los jugadores de ajedrez       | Shatranj Ke Khilari                                                     | Satyajit Ray | India            |
| Co jsme udělali slepicím       | Co jsme udělali slepicím                                                | Josef Hekrdle y Vladimír Jiránek | Checoslovaquia   |
| The Contraption                | The Contraption                                                         | James Dearden | Reino Unido      |
| Śmierć prezydenta              | Śmierć prezydenta                                                       | Jerzy Kawalerowicz | Polonia          |
| Pas koji je voleo vozove       | Pas koji je voleo vozove                                                | Goran Paskaljević | Yugoslavia       |
| A Queda                        | A Queda                                                                 | Ruy Guerra y Nelson Xavier | Brasil           |
| Toi ippon no michi             | Toi ippon no michi                                                      | Sachiko Hidari | Japón            |
| Flammende Herzen               | Flammende Herzen                                                        | Walter Bockmayer y Rolf Bührmann | RFA              |
| Alemania en otoño              | Deutschland im Herbst                                                   | Alf Brustellin, Hans Peter Cloos, Rainer Werner Fassbinder, Alexander Kluge, Beate Mainka-Jellinghaus, Maximiliane Mainka, Edgar Reitz, Katja Rupé, Volker Schlöndorff, Peter Schubert y Bernhard Sinkel | RFA              |
| Jörg Ratgeb – Maler            | Jörg Ratgeb – Maler                                                     | Bernhard Stephan | RDA              |
| Polo de limón                  | אסקימו לימון                                                            | Boaz Davidson | Israel           |
| Biryuk                         | Biryuk                                                                  | Roman Balayan | URSS             |
| Moritz, lieber Moritz          | Moritz, lieber Moritz                                                   | Hark Bohm | RFA              |
| Apám néhány boldog éve         | Apám néhány boldog éve                                                  | Sándor Simó | Hungría          |
| Une page d'amour               | Une page d'amour                                                        | Maurice Rabinowicz | Bélgica, Francia |
| Noche de estreno               | Opening Night                                                           | John Cassavetes | EE. UU.          |
| Outrageous!                    | Outrageous!                                                             | Richard Benner | Canadá           |
| Flores de papel                | Flores de papel                                                         | Gabriel Retes | México           |
| Rhinegold                      | Rhinegold                                                               | Niklaus Schilling | RFA              |
| El huevo de la serpiente       | The Serpent's Egg                                                       | Ingmar Bergman | EE. UU., RFA     |
| El brigadista                  | El brigadista                                                           | Octavio Cortázar | Cuba             |
| Las truchas                    | Las truchas                                                             | José Luis García Sánchez | España           |
| Une vieille soupière           | Une vieille soupière                                                    | Michel Longuet | Francia          |
| Las palabras de Max            | Las palabras de Max                                                     | Emilio Martínez-Lázaro | España           |

## Fuera de competición
- Encuentros en la tercera fase (Close Encounters of the Third Kind), dirigida por Steven Spielberg (EE. UU.)
- La fuerza del silencio (Il prefetto di ferro), dirigida por Pasquale Squitieri (Italia)
- Sextette, dirigida por Ken Hughes (EE. UU.)
- La última ola (The Last Wave), dirigida por Peter Weir (Australia)

### Retrospectiva y Homenaje
Las siguientes películas estaban incluidas en la retrospectiva dedicada a Marlene Dietrich (Parte 2): 
| Título en español                            | Título original                              | Director(s)         | País        |
| -------------------------------------------- | -------------------------------------------- | ------------------- | ----------- |
| Ángel                                        | Ángel                                        | Ernst Lubitsch      | EE. UU.     |
| Black Fox: The Rise and Fall of Adolf Hitler | Black Fox: The Rise and Fall of Adolf Hitler | Louis Clyde Stoumen | EE. UU.     |
| Deseo                                        | Desire                                       | Frank Borzage       | EE. UU.     |
| Arizona                                      | Destry Rides Again                           | George Marshall     | EE. UU.     |
| La llama de Nueva Orleans                    | The Flame of New Orleans                     | René Clair          | EE. UU.     |
| El jardín de Alá                             | The Garden of Allah                          | Richard Boleslawski | EE. UU.     |
| El príncipe mendigo                          | Kismet                                       | William Dieterle    | EE. UU.     |
| Der Sprung ins Leben                         | Der Sprung ins Leben                         | Johannes Guter      | Alemania    |
| Die Frau, nach der man sich sehnt            | Die Frau, nach der man sich sehnt            | Curtis Bernhardt    | Alemania    |
| Momentos de peligro                          | No Highway in the Sky                        | Henry Koster        | Reino Unido |
| Encubridora                                  | Rancho Notorious                             | Fritz Lang          | EE. UU.     |
| Sed de mal                                   | Touch of Evil                                | Orson Welles        | EE. UU.     |

## Palmarés
Los siguientes premios fueron entregados por el jurado profesional:
- Oso de Oroː 
  - Las palabras de Max de Emilio Martínez Lázaro
  - Las truchas de José Luis García Sánchez
  - Ascensor de Tomás Muñoz (cortometraje)
- Oso de Plata: A Queda de Ruy Guerra y Nelson Xavier
- Oso de Plata a la mejor dirección: Georgi Djulgerov por Avantazh
- Oso de Plata a la mejor interpretación femenina: Gena Rowlands for Noche de estreno
- Oso de Plata a la mejor interpretación masculina: Craig Russell por Outrageous!
- Oso de Plata por su contribución artística:
  - Śmierć prezydenta de Jerzy Kawalerowicz
  - El brigadista de Octavio Cortázar
- Reconocimiento especial: Alemania en otoño

### Premios independientes
- Premio FIPRESCI: Apám néhány boldog éve de Sándor Simó